# Олизары
Олизары, Олизары-Волчковичи (пол. Kategoria:Olizarowie herbu Radwan Sowity‎) — дворянский род.
Родоначальник — киевский боярин Олизар Волчкович, живший в начале. XV в. Его сын Роман Олизарович (ум. ок. 1458) был киевским наместником князя Семёна Олельковича. Правнук Олизара — Олизар Львович Волчкович (ум. 1545—1552) — чернобыльский наместник в 1541 г., владелец обширных владений в Киевской земле; женат на Богдане Немиричевне, племяннице и единственной наследнице каневского, затем — черкасского старосты Евстафия Дашкевича. Потомки Олизара Львовича до XVII в. именовались Олизар-Волчковичами, затем — просто Олизарами.
Род Олизар, герба Радван Совитый, внесен в VI часть родословной книги Киевской губернии.

## Известные представители рода
- Иван Олизар-Волчкович (ок. 1520—1577) — житомирский подстароста кн. Романа Сангушко 1569-71, был послом Киевского воеводства на Люблинском сейме 1569 г. и коронационном сейме 1574 г. В 1565 г. приобрёл у Филона Кмиты имение Коростышев.
- Адам Иванович Олизар-Волчкович (ок. 1572—1618) — ротмистр войск коронных в 1610 г., маршал житомирского сеймика 1617 г., посол Киевского воеводства на сеймы 1597, 1609, 1611, 1613 гг.; первый представитель рода, принявший католичество; в своей резиденции в Коростышеве в начале XVII в. возвёл замок, в 1609 г. основал костёл.
- Людвик Адамович Олизар (ум. 1645) — ротмистр войск коронных, посол киевской шляхты на сеймы 1625, 1632, 1635 гг., член комиссии «для успокоения казаков» 1638 г.
- Ян-Александр Олизар (ум. 1700) — сын Людвика, ротмистр войск коронных в 1663 г., подсудок киевский в 1665-99 гг.; посол шляхты Киевского воеводства на сеймы 1665, 1669, 1672, 1676, 1685, 1697 и 1698 гг.; маршал житомирского сеймика 1665 г.

- Адам-Юзеф Олизар (ок. 1657—1713) — сын Яна Александра, овруцкий подчаший в 1688-95 гг., волынский стольник в 1695—1703 гг., киевский подкоморий в 1703-07 гг., романовский староста в 1700-10 гг.
  - Юзеф (Иосиф) Олизар (ок. 1700—1743) — киевский стольник.
    - Онуфрий Юзефович Олизар (ум. 1753) — староста и стольник киевский.
      - Филипп-Нереуш (ок. 1750—1816) — государственный и общественный деятель Речи Посполитой, подчаший Великого княжества Литовского, камергер польского королевского двора, маршалок коронного трибунала при короле Станиславе Августе, посол сейма 1792 г.
        - Густав (1798—1865) — поэт, публицист, мемуарист, общественный деятель.
        -  Нарцисс (1794—1862) — граф, политический деятель, мемуарист, публицист, художник-пейзажист.

      - Геновефа (в зам. Друцкая-Любецкая; 1748—1784)
OO  Франтишек (Юзефович) Друцкий-Любецкий (1741—1802)
        - Друцкий-Любецкий, Франциск-Ксаверий

    - Адам Олизар (1717—1783) староста лоевский, маршалок волынский в радомской конфедерации, посол волынский на сейме 1767 г., кавалер ордена Св. Станислава (1767).
      - Каэтан-Францишек Олизар (ок. 1740—1789) — маршал коронного трибунала (1781), затем великий стольник коронный в 1775-84 гг., маршал Люблинского трибунала 1781, староста лоевский, кавалер орденов св. Станислава и Белого Орла.

    - Константин Олизар (1729—после 1799) — владимирский подкоморий в 1765-99 гг., активный участник Барской конфедерации 1768 г.